# Vaahteraliiga 1980
La Vaahteraliiga 1980 è stata la 1ª edizione ufficiale del campionato finlandese di football americano di primo livello, organizzato dalla SAJL.
Sono noti i risultati solo di una parte degli incontri.

## Squadre partecipanti
| Club                     | Città    | Stadio | Sponsor ufficiale | Risultato nella stagione 1979 |
| ------------------------ | -------- | ------ | ----------------- | ----------------------------- |
| East City Giants         | Helsinki |        |                   |                               |
| Espoo Poli               | Espoo    |        |                   |                               |
| Garden City Bonebreakers | Tapiola  |        |                   |                               |
| Helsinki Bruins          | Helsinki |        |                   |                               |
| Helsinki Roosters        | Helsinki |        |                   |                               |
| Laajasalo Pukit          | Helsinki |        |                   |                               |
| MAJS                     | Helsinki |        |                   |                               |

## Stagione regolare

### Calendario

#### 1ª giornata
| 1980 | Helsinki Bruins | 0 – 36 | MAJS |  |

| 1980 | Espoo Poli | ? – ? | Garden City Bonebreakers |  |

#### 2ª giornata
| 1980 | East City Giants | 6 – 24 | MAJS |  |

| 1980 | Espoo Poli | ? – ? | Laajasalo Pukit |  |

#### 3ª giornata
| 1980 | MAJS | 6 – 0 | Helsinki Roosters |  |

#### 4ª giornata
| 1980 | Laajasalo Pukit | 7 – 68 | MAJS |  |

#### 5ª giornata
| Helsinki 17 agosto 1980 | MAJS | 12 – 54 | Espoo Poli | Vuosaaren urheilukenttä |

#### 6ª giornata
| 1980 | Garden City Bonebreakers | 0 – 30 | MAJS |  |

#### 7ª giornata
| Helsinki 1980 | Espoo Poli | 26 – 6 | Helsinki Roosters | Talin nurmi |

### Classifica
La classifica della regular season è la seguente:
- PCT = percentuale di vittorie, G = partite giocate, V = partite vinte,  P = partite perse, PF = punti fatti, PS = punti subiti

| Pos. | Squadra                  | PCT  | G | V | N | P | PF  | PS  |
| ---- | ------------------------ | ---- | - | - | - | - | --- | --- |
| 1    | MAJS                     | .833 | 6 | 5 | 0 | 1 | 172 | 31  |
| 2    | Espoo Poli               | .833 | 6 | 5 | 0 | 1 | 157 | 26  |
| 3    | East City Giants         | .833 | 6 | 5 | 0 | 1 | 122 | 47  |
| 4    | Helsinki Roosters        | .500 | 6 | 3 | 0 | 3 | 126 | 74  |
| 5    | Helsinki Bruins          | .250 | 6 | 1 | 1 | 4 | 57  | 133 |
| 6    | Laajasalo Pukit          | .250 | 6 | 1 | 1 | 4 | 66  | 197 |
| 7    | Garden City Bonebreakers | .000 | 6 | 0 | 0 | 6 | 14  | 206 |

## Playoff

### Tabellone
|  | Semifinali | Semifinali        | Semifinali |            |    | I Vaahterahmalja | I Vaahterahmalja  | I Vaahterahmalja |  |
|  |            |                   |            |            |    |                  |                   |                  |  |
|  | 1          | MAJS              | 20         |            |    |                  |                   |                  |  |
|  | 1          | MAJS              | 20         |            |    |                  |                   |                  |  |
|  | 4          | Helsinki Roosters | 0          |            |    |                  |                   |                  |  |
|  | 4          | Helsinki Roosters | 0          |            | 1  | MAJS             | 0                 |                  |  |
|  |            |                   |            |            | 1  | MAJS             | 0                 |                  |  |
|  |            |                   | 2          | Espoo Poli | 12 |                  |                   |                  |  |
|  | 2          | Espoo Poli        | 2          | Espoo Poli | 12 | v                |                   |                  |  |
|  | 2          | Espoo Poli        |            |            |    | v                |                   |                  |  |
|  | 3          | East City Giants  | p          |            |    | Finale 3º posto  | Finale 3º posto   | Finale 3º posto  |  |
|  | 3          | East City Giants  | p          |            |    |                  |                   |                  |  |
|  |            |                   |            |            |    |                  |                   |                  |  |
|  |            |                   |            |            |    | 4                | Helsinki Roosters | 0                |  |
|  |            |                   |            |            |    | 4                | Helsinki Roosters | 0                |  |
|  |            |                   |            |            |    | 3                | East City Giants  | 42               |  |

### Semifinali
| 1980 | MAJS | 20 – 0 | Helsinki Roosters |  |

| 1980 | Espoo Poli | v – p | East City Giants |  |

### Finale 3º - 4º posto
| 1980 | East City Giants | 42 – 0 | Helsinki Roosters |  |

### I Vaahteramalja
| Helsinki 1980 | MAJS | 0 – 12 | Espoo Poli | Velodromo di Helsinki |

## Verdetti
- Espoo Poli Campioni della Finlandia 1980